# フフホト駅
フフホト駅（フフホトえき、中国語: 呼和浩特站、モンゴル語：ᠬᠥᠬᠡᠬᠣᠲᠠ
ᠥᠷᠲᠡᠭᠡ、転写：Kökeqota ortege）は中華人民共和国内モンゴル自治区フフホト市新城区にある中国国鉄フフホト鉄路局が管轄する駅である。

## 駅構造
単式ホーム1面、島式ホーム2面を持つ地上駅である。貨物は5.4km西側の西駅で扱う。

## 所属路線
- 中国国鉄
  - 京包線：北京駅起点より653.6km、包頭駅終点まで165km
  - 京包旅客専用線（中国語版）
  - 集包線
  - 呼準線：本駅起点、攸攸板駅まで京包線と重複、周家湾駅（準東線）終点まで124.18km[2]

## 利用状況
本駅は各所属路線の旅客、貨物を扱う一等駅である。2009年3月現在、71本の旅客列車が発着し、14本の始発列車がある。主に包頭駅始発の（動車組と特快を除く）各種旅客列車を扱う。また、モンゴルの首都ウランバートル駅への定期始発国際列車がある。2010年12月25日には新たなターミナル駅としてフフホト東駅が開業した。

## 駅周辺
- フフホト交通大厦（バスターミナル）
- 中国銀行
- 郵政賓館
- 通達飯店
- 工商銀行
- 路通大厦
- 北原飯店

## 歴史
- 1921年4月 - 京張鉄路が本駅まで延長された[1]。
- 1921年5月2日 - 京綏鉄路の開通式典が行われ、本駅は帰綏駅として正式開業した[1]。
- 1954年4月25日 - フフホト駅に改名した[1]。
- 1959年 - 5.4km包頭よりにフフホト駅西場を建設開始した[1]。
- 1965年 - 西場が完成した[1]。
- 1966年 - 貨物扱いを西場へ移行した。従来の東場は旅客扱い専用となった[1]。
- 1969年 - 旅客駅の1回目の改築を行った[1]。
- 1981年7月13日 - 一等駅となった[1]。
- 1991年4月28日 - モンゴル首都のウランバートル行き国際列車が運行開始した。これは中国の省都から中国以外の国の首都へ通年定期運行する初めての列車である。[5]
- 1995年10月18日 - 新駅舎が完成した[1]。
- 2006年11月12日 - 石炭輸送を主とする呼準線が開通した[6]。

## 隣の駅
中国国鉄
京包線
フフホト東駅 - フフホト駅 - フフホト西駅
集包線
フフホト東駅 - フフホト駅 - 台閣牧駅